# Pablo Felipe Teixeira
Pablo Felipe Teixeira (sinh ngày 23 tháng 6 năm 1992) là một cầu thủ bóng đá người Brasil.

## Sự nghiệp câu lạc bộ
Pablo Felipe Teixeira đã từng chơi cho Cerezo Osaka.